# Collégiale Saint-Sulpice de Breteuil
Pour les articles homonymes, voir Saint-Sulpice.
La collégiale Saint-Sulpice de Breteuil est une ancienne collégiale à Breteuil dans l'Eure. L'église fait l’objet d’une inscription au titre des monuments historiques en 1932.

## Histoire de l'édifice
Cette église, originellement en bois, est mentionnée avant 1015-1025 où elle subit une reconstruction en pierre et mortier. Elle est cédée par Guillaume de Crépon au milieu du XIe siècle et rattachée à l'abbaye de Lyre. Elle conserve de style roman l’ossature de la nef, le transept et la tour-lanterne.
Ravagée par un incendie en 1138, elle est à nouveau reconstruite en pierre (grison).

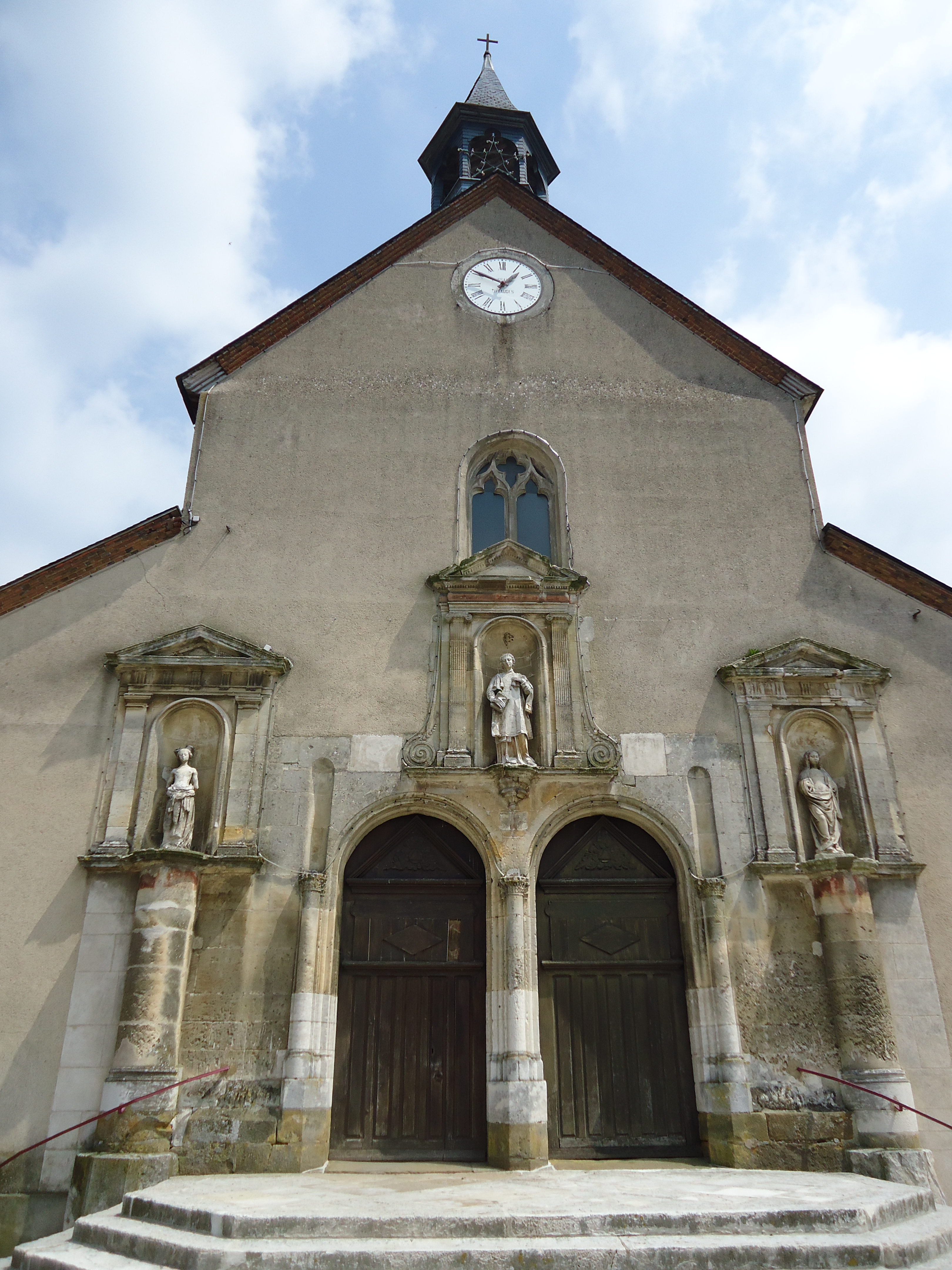
Entrée principale.
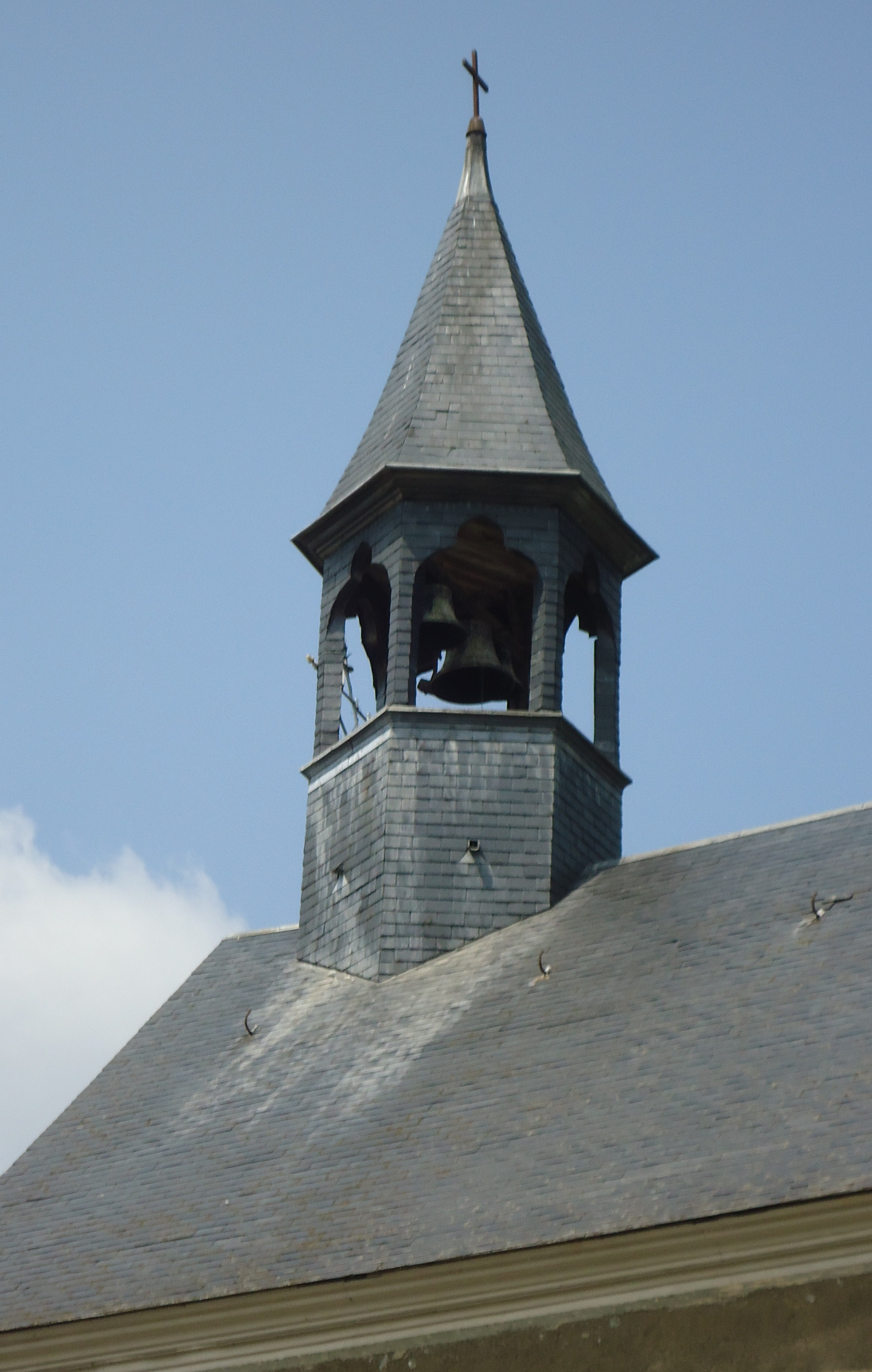
Clocheton.